# One San Miguel Avenue
One San Miguel Avenue is een wolkenkrabber in Pasig City, Filipijnen. De bouw van de kantoortoren, die staat aan 1 San Miguel Avenue, begon in 1997 en werd in 2001 voltooid. Het is het eerste wolkenkrabber in de Filipijnen, die volledig ontworpen is door een lokale architect.

## Ontwerp
One San Miguel Avenue is 182,91 meter hoog, met antennes meet het gebouw 203 meter. Het telt 54 bovengrondse en 7 ondergrondse verdiepingen. Een standaard etage heeft een oppervlakte van ongeveer 895 vierkante meter. In het gebouw bevinden zich 12 liften. Het is door Philip H Recto Architects in postmodernistische stijl ontworpen en werd gekenmerkt door het gebogen dak.